# 李殿中
李殿中（1966年5月—），男，满族，辽宁兴城人，中国结构材料专家，中国科学院金属研究所研究员、博士生导师，中国科学院院士。